# مايك سميث
مايك سميث (بالإنجليزية: Mike Smith)‏ (و. 1948 – م) هو سياسي، ومدرس، من الولايات المتحدة الأمريكية، ولد في واينفيلد، هو عضوٌ في الحزب الديمقراطي الأمريكي.

## مناصب
تولى منصب عضو مجلس ولاية لويزيانا (1996–2008).

## التعليم
تعلم في Northwestern State University ‏.